# Vágar flygplats
Vágar flygplats (FAE) är den enda flygplatsen på Färöarna, och ligger på den nordvästliga ön Vágar. Flygplatsen är av avgörande betydelse för Färöarna. Det enda övriga ressättet till ögruppen är bilfärja en gång i veckan (linjen Hirtshals–Seyðisfjörður). Antal passagerare var 221 942 stycken år 2008. Flygplatsen ägs av färöiska staten, och danska Trafikstyrelsen är tillsynsmyndighet.

## Destinationer
Utrikesflygningarna domineras av Atlantic Airways, men fler flygbolag har börjat förekomma efter banförlängningen.
- Air Iceland: Reykjavik
- Atlantic Airways: Bergen, Billund, Köpenhamn
  - sommar: Ålborg, Barcelona, Chania, Edinburgh, Paris-CDG, Reykjavik-Keflavik, vinter:Gran Canaria
- Atlantic Airways (helikopter): Stóra Dímun, Froðba, Hattarvík, Klaksvík, Koltur, Mykines, Skúvoy, Svínoy och Tórshavn
- SAS: Köpenhamn

## Inrikestransport
Till de flesta större öar finns det bilväg, till exempel till städer som Tórshavn och Klaksvík. Det går bussturer runt 10 gånger per dag och riktning till Tórshavn. De tar runt en timme.
Från Vágars flygplats går det inrikestransport via helikoptrar (det finns bara en flygplats men flera helikopterplatser). Helikoptrarna är avsedda för resor till öar som Stóra Dímun och Mykines, men flyger via de största städerna som Tórshavn och Klaksvík. De går ett fåtal gånger i veckan. Flygningarna kan ofta fördröjas eller ställas in på grund av dimma. Transporterna sker av hjälp av helikoptrar av märket Bell. De modeller som används är Bell 212 och Bell 412.

## Historia
Flygplatsen byggdes av brittiska försvaret som hade ockuperat Färöarna under andra världskriget. År 1942 landade det första planet. Flygplatsen övergavs efter kriget, men 1963 återöppnades flygplatsen och civila plan från Icelandair började använda flygplatsen. Efter återöppnandet har flygplatsen även använts sporadiskt av brittiska och amerikanska militärflygplan som patrullerar GIUK-gapet. 1988 bildade Färöarnas regering ett eget flygbolag, Atlantic Airways. I december 2011 öppnades en förlängning av banan, vilket innebär högre säkerhet, större urval vid val av flygplanstyp och möjlighet till längre flygningar. Flygplatsens tillgänglighet till lands ökade i och med bygget av en tunnel till huvudön Streymoy år 2003. Innan dess gick det en färja här.